# Urania (Wien)

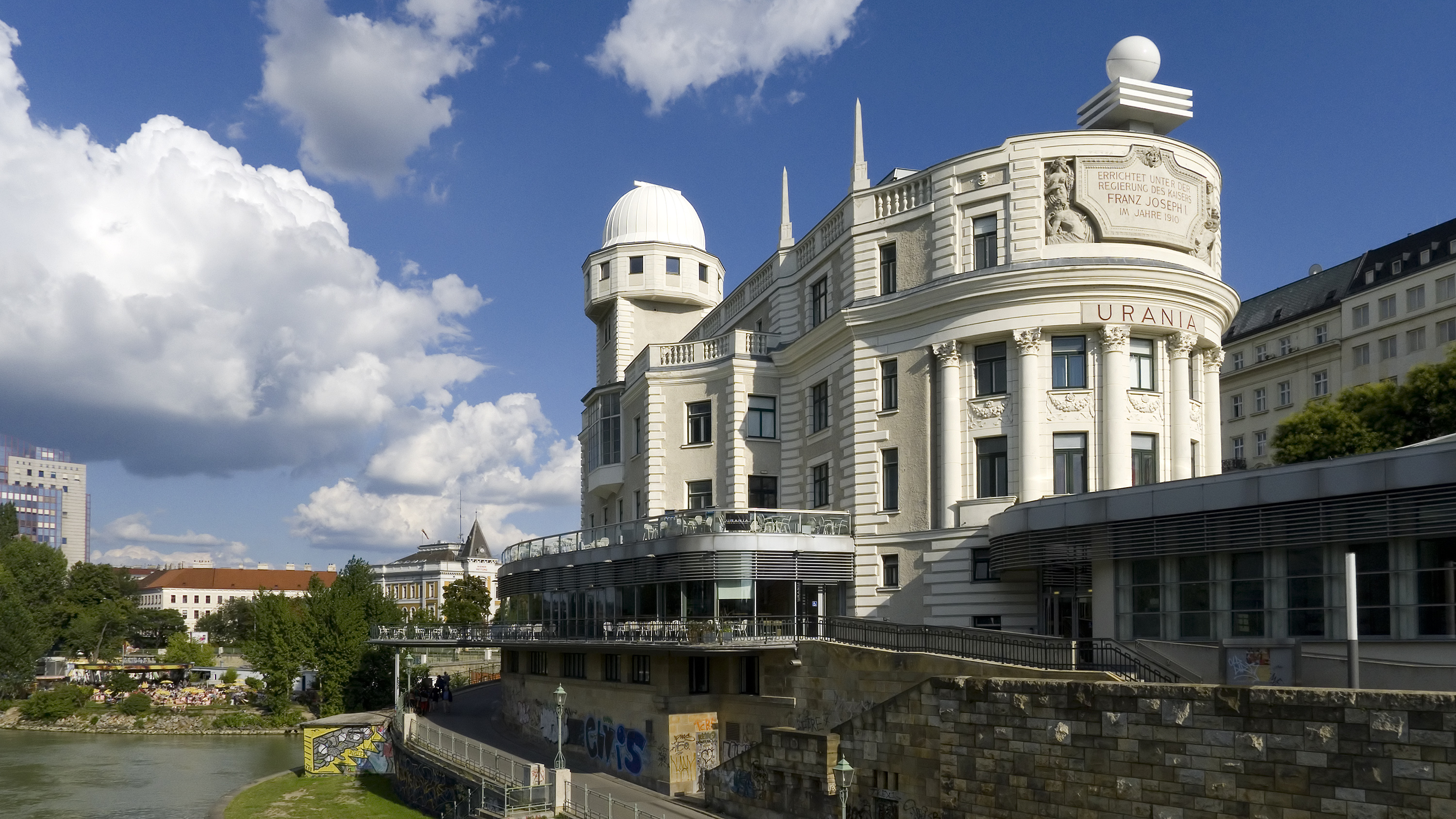
Die Urania am Donaukanal

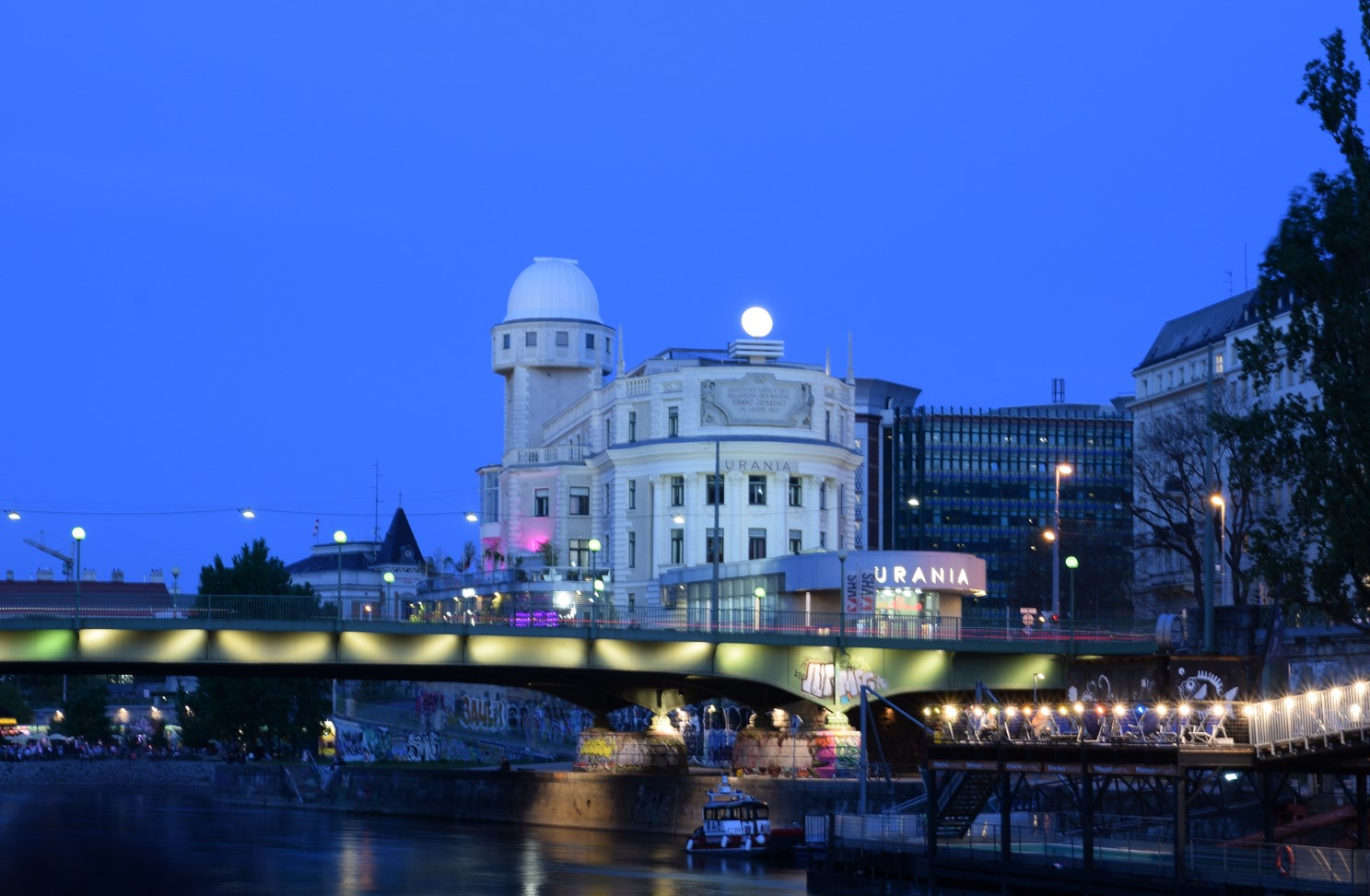
Urania zur Blauen Stunde

Die Urania ist ein Volksbildungshaus mit Sternwarte im ersten Wiener Gemeindebezirk in der Uraniastraße. Der Verein wurde 1897 gegründet und nahm 1910 sein in neobarockem Stil gehaltenes Vereinshaus in Betrieb. Heute ist die Wiener Urania eine Einrichtung der „Wiener Volkshochschulen GmbH“.

## Geschichte

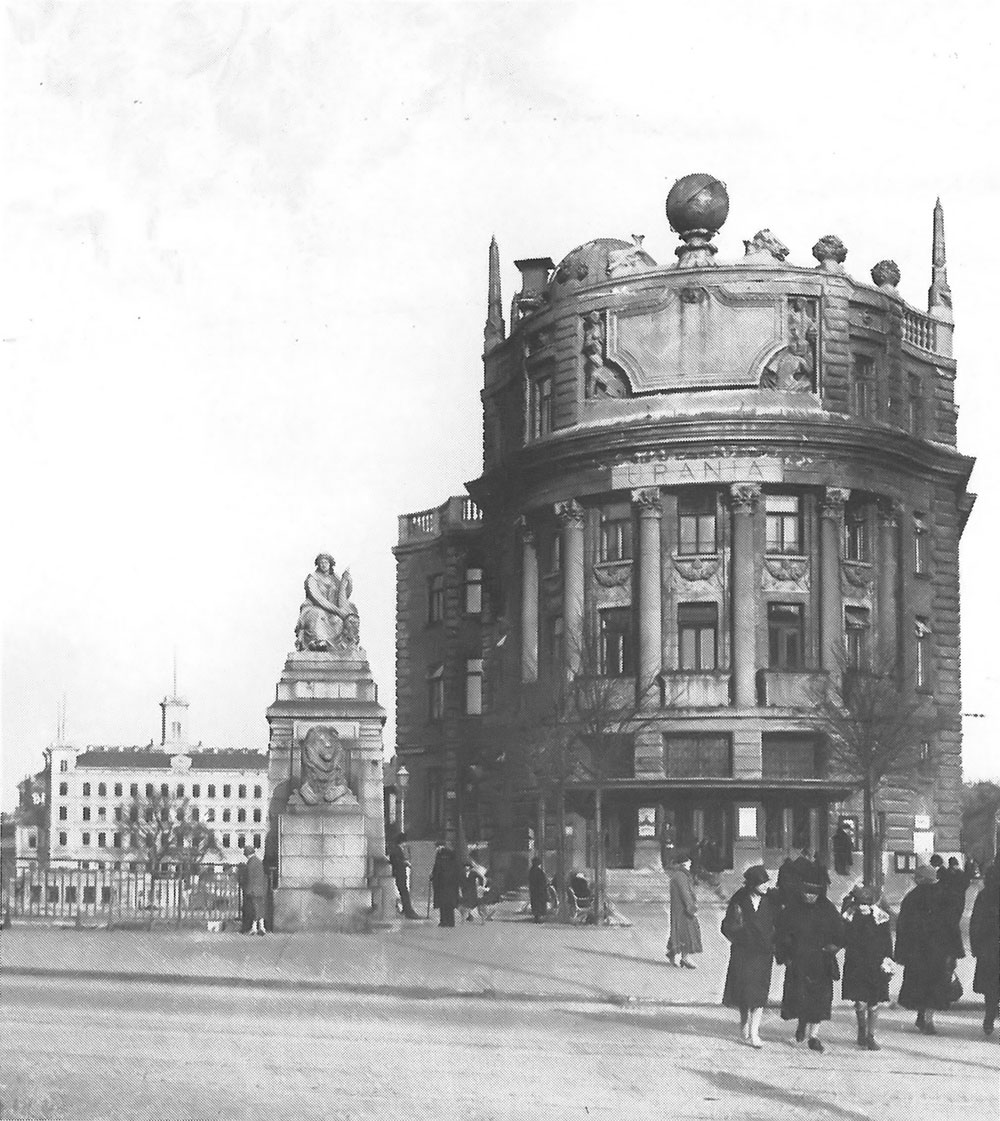
1910 kurz nach Fertigstellung

### Vorgeschichte bis 1910
Im Jahr 1883 kam der deutsche Astronom Max Wilhelm Meyer nach Wien, um als Assistent der Universität Wien historische und zukünftige Sonnenfinsternisse zu berechnen. Nebenbei hielt er volkskundliche Vorträge und entwickelte die Idee einer volksbildenden Institution. Da er aber 1885 nach Berlin berufen wurde, entwickelte er seine Ideen dort weiter und gründete 1888 gemeinsam mit Wilhelm Foerster die Berliner Urania. Deren Ziel war es, wissenschaftliche Erkenntnisse auch einem Laienpublikum zugänglich zu machen. Ihren Namen bekam die Institution nach der Muse Urania, die in der griechischen Mythologie als Schutzgöttin der Sternkunde galt.
Nach dem Vorbild der Berliner Urania wurde in Wien 1897 das Syndikat Wiener Urania als „gemeinnütziges Wirtschaftsunternehmen“ gegründet. Zunächst wurde 1898 als Prototyp für ein zukünftiges Volksbildungshaus ein provisorisches Urania-Gebäude im Wiener Prater errichtet. Es wurde am 7. Mai 1898 eröffnet und war Bestandteil der Jubiläumsausstellung, die anlässlich des 50-Jahr-Regierungsjubiläums von Kaiser Franz Joseph I. veranstaltet wurde. Das Gebäude befand sich nordwestlich der Rotunde, etwa im Bereich der heutigen Messestraße. Die provisorische Urania wurde von Architekt Ludwig Baumann in Holzbauweise und in einer Mischung aus Neoklassizismus und Jugendstil errichtet. Sie bot Platz für 800 Personen und enthielt einen Vortragssaal für 200 Personen, Säle für wissenschaftliche Demonstrationen, sowie eine Sternwarte mit einem achtzölligen Fernrohr und weiteren, kleineren Teleskopen. Trotz des großen Publikumserfolgs war die Urania ein wirtschaftlicher Misserfolg für den Verein; sie musste daher am 2. Dezember 1898 geschlossen werden. Da für den ordnungsgemäßen Abbruch des Gebäudes kein Geld vorhanden war, wurde es an Holzhändler verkauft und von diesen 1899 demoliert.:16 ff.
Obwohl Ende 1899 das Vermögensdefizit der Urania 142.692 Kronen betrug, wurde das Unternehmen fortgeführt. In den folgenden Jahren wurden die populärwissenschaftlichen Vorträge in verschiedenen, gemieteten Räumlichkeiten durchgeführt, darunter im Ersten Kaffeehaus im Prater und im Glashof in der Wollzeile 34. In den Sommermonaten 1900 und 1901 verlegte die Urania ihre Tätigkeit in den Tiergarten am Schüttel, der zum nahen Vivarium gehörte. Den Zuschauern wurde ein Spektakel geboten, bei dem das Leben in Südafrika demonstriert werden sollte. In den Vorstellungen traten rund 300 Akteure auf, darunter 30 Buren, 50 schwarze Afrikaner („Eingeborene“), 20 Musiker in Burenkostümen, sowie 50 wilde und zahme Tiere. Die Veranstaltungen mussten 1901 eingestellt werden, da der Tiergarten und das Vivarium in Konkurs gingen.:31 ff.
In den folgenden Jahren wurden wieder hauptsächlich Vorträge gehalten, wobei sich vor allem Lichtbildvorträge mittels Laterna magica großer Beliebtheit erfreuten. 1903 hatte die Urania bereits mehr als 100 dieser „Projektionsvorträge“ im Programm, dazu kamen „persönliche Vorträge“ namhafter Gelehrter und Forscher. Besonderes Aufsehen erregte die Urania 1905 durch den Lichtbildvortrag Durch die Wiener Quartiere des Elends und Verbrechens, der die Armut in manchen Teilen Wiens zeigte. Diese erschütternde Darstellung erregte sowohl die gesamte Presse als auch den Wiener Gemeinderat, die eine sofortige Einstellung forderten. Trotz der Proteste wurde der Vortrag weitergeführt und bis 1908 300 Mal gezeigt.:42 f.

### 1910–1938

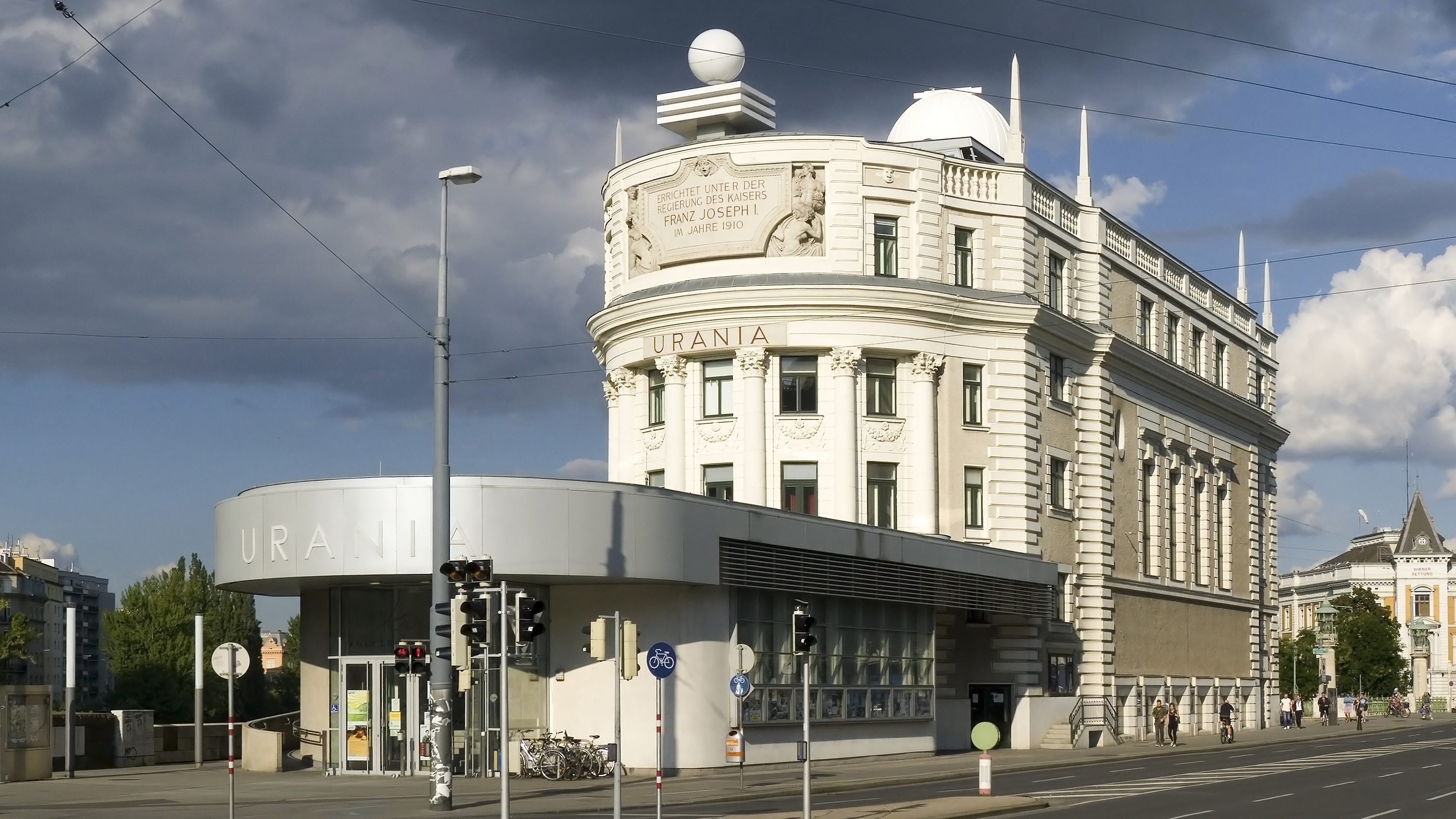
Die Urania von Südwesten

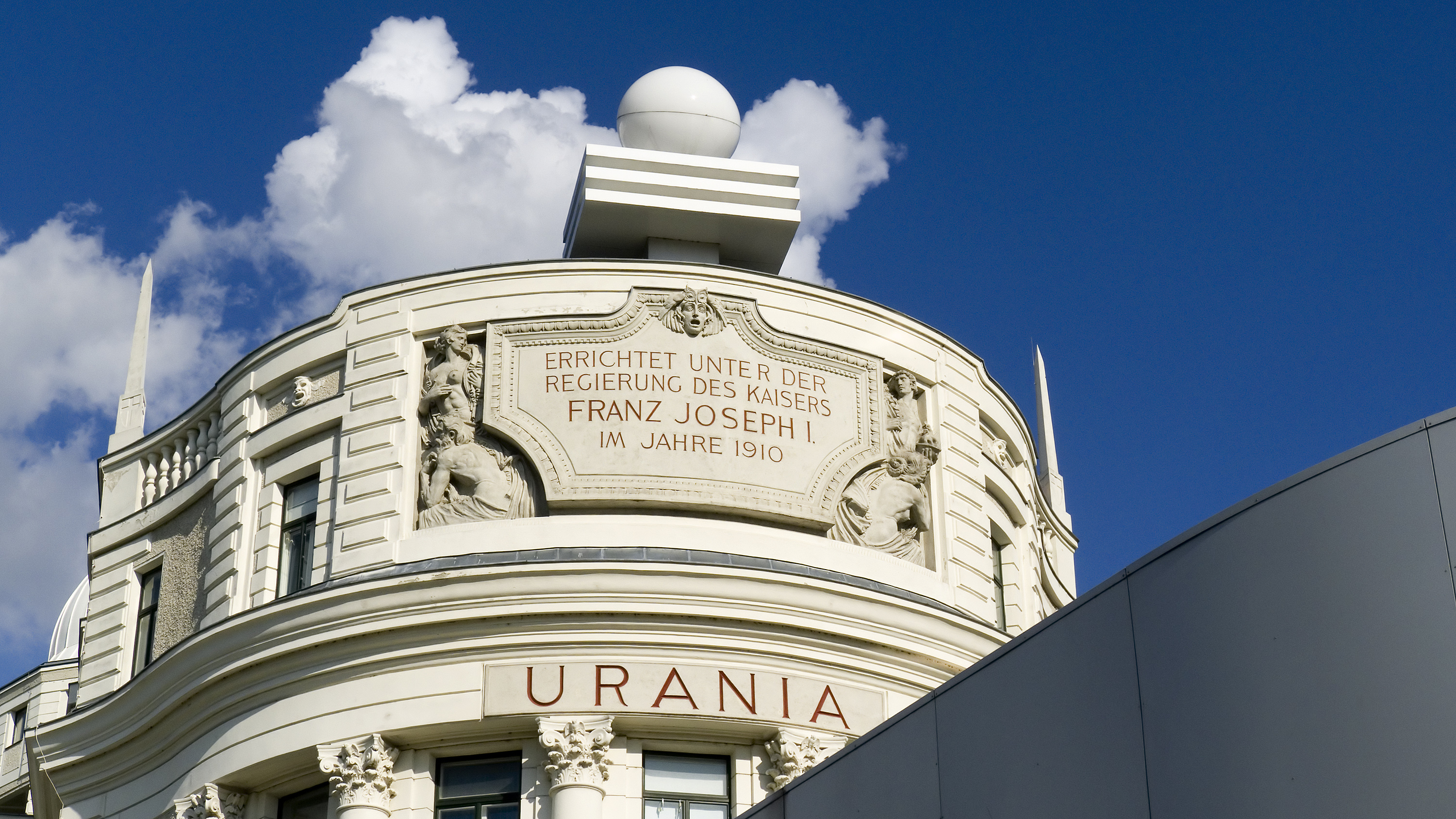
Ansicht von Westen

Im Jahr 1904 zählte die Urania 65.640 Besucher, 1906 waren es bereits 129.010. Da der große Besucherandrang mit den vorhandenen provisorischen Räumlichkeiten nur schwer zu bewältigen war, wandte sich die Urania 1904 an Bürgermeister Lueger zwecks Errichtung eines eigenen, neuen Gebäudes. Am 24. Juni 1904 beschloss der Gemeinderat, der Urania einen Baugrund am bislang unverbauten Aspernplatz (seit 1976: Julius-Raab-Platz) für einen symbolischen Jahreszins von 10 Kronen zu überlassen.
Nach mehrjährigen Verhandlungen konnten die finanziellen Mittel für den Neubau zustande gebracht werden. Für die Planung wurde der Jugendstilarchitekt Max Fabiani beauftragt, ein Schüler von Otto Wagner. Obwohl Fabiani zuvor in Wien – etwa mit der Errichtung des Artaria-Hauses am Kohlmarkt 9 – auch schon als Vertreter einer radikalen Moderne in Erscheinung getreten war, wählte er für die Urania eine historisierende Form. Wegen der eigentümlichen neobarocken Ausrichtung der Außenerscheinung wurde diese scherzhaft als „baroccus fabiensis“ bezeichnet.
Am 6. April 1909 erhielt die Urania die behördliche Baubewilligung, am 4. Mai 1909 erfolgte die feierliche Grundsteinlegung durch Erzherzog Friedrich, und am 8. Mai wurden die Bauarbeiten begonnen. Nach der relativ kurzen Bauzeit von elf Monaten wurde die Urania am 6. Juni 1910 durch Erzherzog Ferdinand Karl eröffnet. Die unkonventionelle Form und Bauweise rief den in Wien üblichen Skandal hervor. Den Wienern gefiel das Bauwerk jedoch, und schon bald etablierte sich die Urania als eines der Wahrzeichen Wiens. Die Baukosten hatten 712.859 Kronen für das Gebäude betragen und 119.689 Kronen für die Einrichtung. Zusätzlich hatten zahlreiche Unternehmen der Urania Einrichtungsgegenstände im Gesamtwert von 70.000 Kronen gespendet.
Die Urania wurde von einem „Syndikat“ in einen gemeinnützigen Verein umgewandelt. Mit der Eröffnung ging das Gebäude in den Besitz der Stadt Wien über und wurde, ebenso wie der Baugrund, vom Verein Wiener Urania für einen Jahreszins von 10 Kronen gemietet.:45 ff. Bereits 1913 war ein guter Teil der Baukosten abgezahlt, als Verbindlichkeit verblieb nur mehr ein in 17 Jahren rückzahlbarer Kredit von 400.000 Kronen. In fast allen folgenden Jahren hatte die Urania einen Einnahmenüberschuss.
Die Straße vor der Südwand der Urania hieß ursprünglich Georg-Coch-Straße; 1913 wurde der Verkehrsweg in Uraniastraße umbenannt. Um die Ehrung für Georg Coch, den Begründer der Österreichischen Postsparkasse, nicht zu verlieren, wurde 1913 zeitgleich der Platz vor dem Hauptgebäude der Wiener Postsparkasse in Georg-Coch-Platz umbenannt.

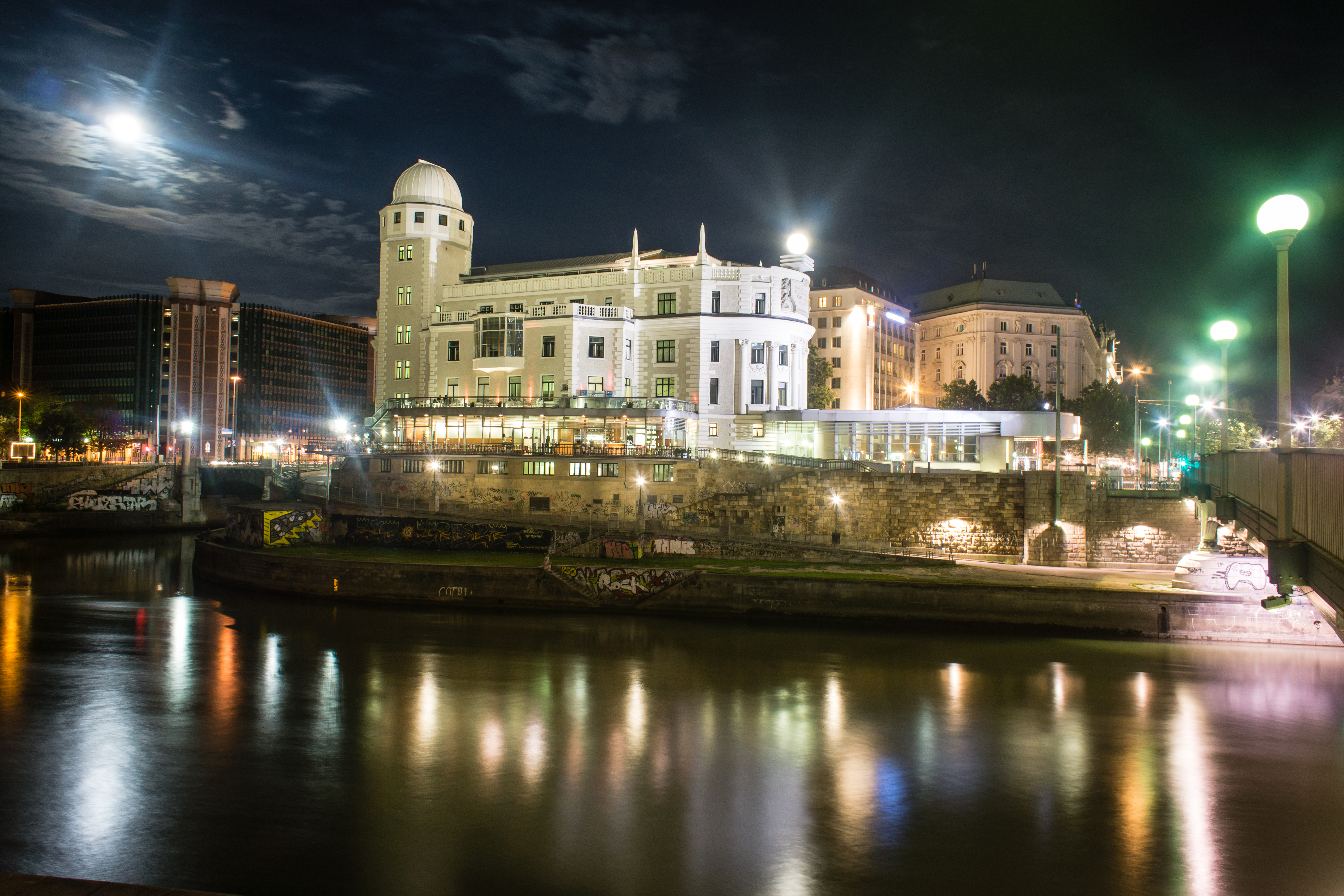
Das Volksbildungshaus Urania bei Nacht

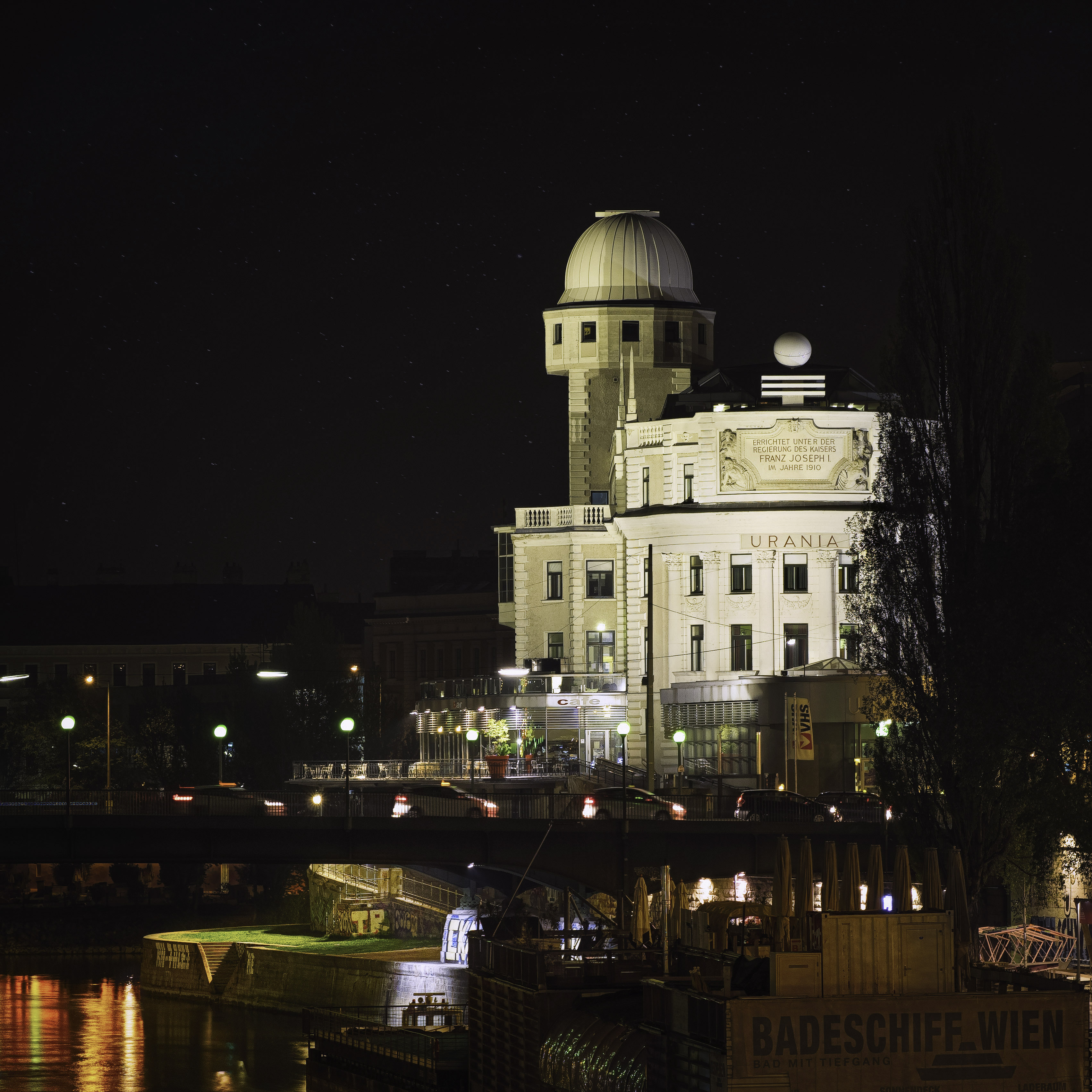
Urania bei Nacht

Im neuen Gebäude wurde das Bildungsangebot erweitert. So gab es pro Jahr mehr als 300 Lichtbildvorträge; das Archiv der Urania umfasste 1916 38.808 Dias und Negative. Im Semester 1911/12 zählte die Urania bei 1.719 Veranstaltungen 361.985 Besucher und übertraf damit ihr Vorbild, die Berliner Urania, um das Doppelte. Neben dem üblichen Kursprogramm wurden auch zahlreiche Dichterlesungen veranstaltet, bei denen junge Literaten aus ihren Werken lasen, darunter Thomas Mann, Hermann Hesse, Arthur Schnitzler, Hugo von Hofmannsthal, Alfons Petzold, Egon Friedell und viele weitere.
Ab dem Beginn des Ersten Weltkriegs gab es Vorträge zu „patriotischen“ Themen, wie Der Völkerkrieg 1914, Im Kampf gegen unsere Feinde, Die verbündeten Flotten im Seekrieg, Gegen Italien usw. Den Kriegsschauplätzen waren geografische Vorträge gewidmet, dem Kriegswesen Vorträge über Waffentechnik. Mit zunehmender Dauer des Kriegs ließ aber das Publikumsinteresse an diesen Themen stark nach, und ab 1915 konnte wieder ein weitgehend reguläres Kulturprogramm geboten werden. Die Urania bezeichnete sich nun als Volksbildungshaus.
Im Semester 1915/16 wurde erstmals ein Sprachkurs angeboten, und zwar für Bulgarisch. Ab dem Semester 1916/17 gab es auch Sprachkurse für weitere „Sprachen der Monarchie und ihrer Verbündeten“: Ungarisch, Kroatisch, Italienisch und Türkisch. In den folgenden Jahren wurde das Angebot um weitere Sprachen erweitert.
Fast unüberschaubar sind die vielen musikalischen Veranstaltungen, die in dieser Zeit in der Urania stattfanden. 1920 wurde der Urania-Frauenchor gegründet, 1921 Urania-Sinfonie-Orchester und 1922 der gemischte Urania-Chor, der so aufwändige Werke wie Haydns Die Schöpfung und Bachs Weihnachtsoratorium zur Aufführungen bringen konnte. Das Urania-Orchester führte zahlreiche Opern konzertant auf.
Die Urania lud oftmals Wissenschaftler zu Einzelvorträgen ein, etwa den Nationalökonomen Otto Neurath, den Architekten Clemens Holzmeister, den Staatsrechtler Hans Kelsen, den Psychiater Julius Wagner-Jauregg, die Physikerin Lise Meitner, den Geophysiker Alfred Wegener und viele weitere. Besonderes Aufsehen erregt der Vortrag des Physikers Albert Einstein, der am 13. Jänner 1921 über seine Relativitätstheorie sprach. Wegen des großen Publikumsandrangs mietete die Urania für dieses Ereignis den Großen Saal des Konzerthauses, sodass 1.900 Besucher zuhören konnten.
Im Vortragsjahr 1921/22 hielt die Urania 9.558 Vorträge mit durchschnittlich 4.021 Teilnehmern pro Tag. Als Neuheit wurden die „Schülervorträge“ eingeführt, bei denen Schulklassen als Ergänzung zum Unterricht in die Urania geführt wurden. Diese Schülervorträge waren weltweit ohne Vorbild und wurden jährlich von etwa 70.000 Schülern besucht.

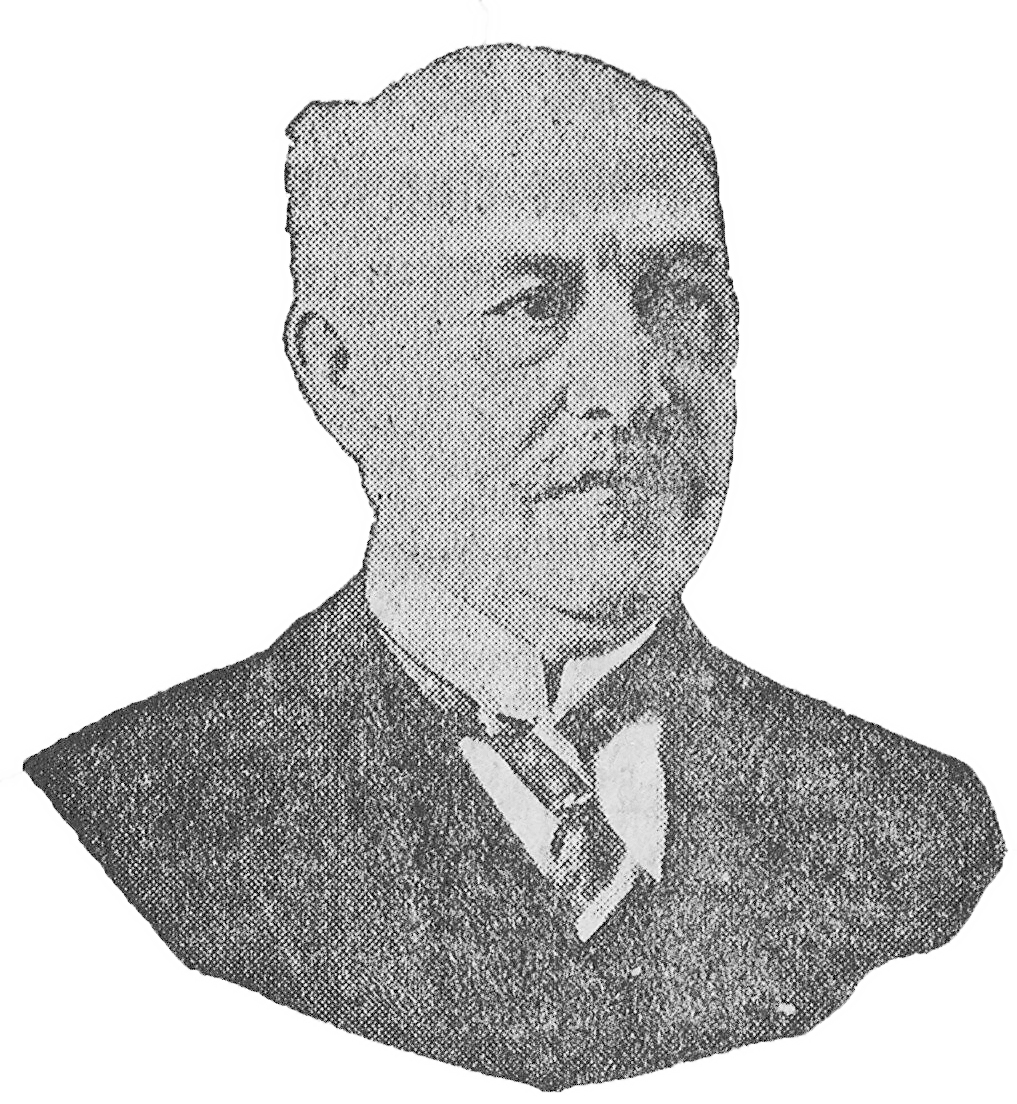
Ludwig Kößler (vor 1925)

Am 12. März 1927 starb der langjährige Präsident der Urania, Ludwig Kößler (1861–1927). Der gelernte Jurist war bereits 1897 Mitbegründer des Syndikat Urania und 1899–1927 Präsident des Volksbildungshauses. Im Jänner 1926 gründete er (zunächst für 33 Vereine) den Uraniaverband, dem nach seiner ersten großen Tagung im Mai des Jahres 40 Vereine angehörten und dem in der Folge der Präsident der Grazer Urania, Karl Rosenberg (1861–1936), vorstand. (1929 waren österreichweit bereits 60 Vereine mit etwa 100.000 Mitgliedern im Verband zusammengeschlossen). 1928 wurde im 3. Wiener Gemeindebezirk der Ludwig-Koeßler-Platz nach ihm benannt.
Im Zug der Weltwirtschaftskrise bot die Urania Filmvorführungen und Vorträge für Arbeitslose zu ermäßigte Preisen an. Dennoch sank die Zahl der Besucher, und die Urania geriet in wirtschaftliche Schwierigkeiten. Das Stammpublikum stammte vornehmlich aus dem bürgerlichen Mittelstand, der von der Krise besonders betroffen war. Als Gegenmaßnahme wurden Umschulungs- und Fortbildungskurse für Arbeitslose veranstaltet.
Im Jahr 1935, zur Zeit des Ständestaats, wurde das Urania-Gebäude umgebaut. Da der Eingangsbereich zu klein war, wurde durch die Architekten Otto Schottenberger und Adolf Kautzki ein niedriger Zubau („Vorhalle“) vor den früheren Eingang angebaut und am 30. November 1935 eröffnet. Daneben wurde der Große Saal renoviert.
Zu dieser Zeit richtete die Urania zahlreiche Zweigstellen ein. Die Veranstaltungen am Nachmittag und am Abend fanden meist in Schulen statt. Im Jahr 1936 bestanden folgende Kursorte:
- Das Hauptgebäude Urania mit einer Zweigstelle im Gymnasium Stubenbastei,
- die Urania-Volkshochschule Landstraße im Gymnasium Radetzkystraße,
- die Urania-Volkshochschule Mariahilf im Gymnasium Amerlingstraße,
- die Urania-Volkshochschule Josefstadt im Gymnasium Albertgasse,
- die Urania-Volkshochschule Lainz-Speising in der Volksschule Steinlechnergasse,
- die Arbeiter-Volkshochschule Favoritner Urania in der Hauptschule Pernerstorfergasse, und
- die Arbeiter-Volkshochschule Floridsdorfer Urania im Gymnasium Franklinstraße sowie im Schlingerhof und in einem Saal in Stadlau.

Im Jahr 1935 wies die Urania Einnahmen in Höhe von 588.000 Schilling aus. Diese stammten zu 55 % aus Kinokarten, zu 12,3 % aus Einnahmen aus Volkshochschulkursen, zu 1,7 % aus Arbeitslosenkursen, und zu 4,4 % aus Spenden und Subventionen. Die Vorträge bedeutender Wissenschaftler wurden weithin durchgeführt; unter anderem sprachen der Arzt Adolf Lorenz, Begründer der modernen Orthopädie, und sein Sohn, der spätere Nobelpreisträger Konrad Lorenz.:191 ff.

### 1938–1947
Am 12. März 1938 erfolgte der Anschluss Österreichs. Noch am gleichen Tag trat der Präsident der Urania, Universitätsprofessor Arnold Durig von seiner Funktion zurück; in den folgenden Wochen wurden alle Angestellten der Urania, die nicht dem Nationalsozialismus nahestanden, entfernt. Die Urania verlor ihre Unabhängigkeit und wurde in die „ostmärkische Erwachsenenbildung“ eingegliedert, wobei die Urania zu deren Sitz bestimmt wurde. Juristisch gesehen wurde die Urania ein Bestandteil des Deutschen Volksbildungswerks der NS-Gemeinschaft „Kraft durch Freude“, das wiederum eine Unterorganisation der Deutschen Arbeitsfront war.:223 ff.
Mit dem Winterhalbjahr 1938/39 wurde das Kursprogramm völlig umgestellt. Die Programmschwerpunkte waren u. a. Deutsches Schicksal in Vergangenheit und Gegenwart, Gesundes Volk, Deutsche Kultur und deutsches Geistesleben, Die Welt der Arbeit, sowie Die Welt der Natur. Daneben wurden auch Fremdsprachenkurse abgehalten sowie die Vorträge Laienschaffen und Frauenkurs.
Kriegsbedingt wurde die Vortragstätigkeit von Jahr zu Jahr geringer; 1941 wurde der Betrieb der Sternwarte eingestellt. Gab es anfangs noch patriotische Vorträge wie Die deutsche Luftwaffe – Garantin der Erfolge oder Mussolini rettet Italien, so wurde das Programm gegen Ende des Krieges zunehmend weniger militärisch; die Kriegsberichte stießen auf immer weniger Interesse. Schließlich fanden nur mehr 70 bis 80 Kurse pro Jahr statt.
Am 5. November 1944 wurde das Urania-Gebäude bei einem Luftangriff von mehreren Bomben getroffen. Dabei wurden die Kuppel zerstört und alle astronomischen Instrumente und die Uhrenanlage. Nach dem Ende der Schlacht um Wien wurde die Ruine von den siegreichen Truppen der Roten Armee als Pferdestall benutzt.
Ende April 1945 begannen die Aufräumungs- und Bergungsarbeiten. Am 26. Juni 1945 wurde im wiederhergestellten Mittleren Saal erstmals wieder ein Film gezeigt. Die Bevölkerung war dankbar für das subjektive Gefühl, wieder zur Normalität zurückkehren zu können, und der erste Film (Toomai, der Elefantenboy) lockte in drei Wochen Laufzeit 6.500 Besucher an. Ab Oktober wurden wieder Lichtbildvorträge abgehalten und für die Kinder wurden Märchenvorlesungen organisiert. Nach der Instandsetzung des Daches wurde am 1. September 1946 der Große Saal in Anwesenheit von Bürgermeister Körner wiedereröffnet. Die Kosten für den Wiederaufbau 1945–1956 hatten 2,4 Millionen Schilling betragen.
An Stelle der Außenstellen der Urania entstanden in der Zeit des Wiederaufbaus zahlreiche eigenständige Volkshochschulen, u. a. in Döbling, Floridsdorf, Brigittenau, Favoriten, Penzing und Hietzing. Die rechtliche Situation der Urania war unklar, da sie sich de jure noch im Eigentum der Deutschen Arbeitsfront befand, diese aber de facto nicht mehr existierte. Sicherheitshalber wurde sie aufgelöst und am 30. September 1947 als Verein Volksbildungshaus Wiener Urania neu gegründet. Die Vorstandsmitglieder wurden je zur Hälfte von ÖVP und SPÖ bestellt.

### Seit 1947
Nach der Wiedererrichtung normalisierte sich der Betrieb der Urania. Im Arbeitsjahr 1965/66 wurden 1.045 Veranstaltungen durchgeführt und 38.592 Besucher gezählt, 1969/70 waren es 73.914. Weiterhin populär waren Vorträge prominenter Wissenschaftler und Politiker, wie etwa Konrad Lorenz, Otto König, Josef Klaus, Leopold Figl, Bruno Pittermann, Helmut Zilk und Hugo Portisch. 1962 berichtete Juri Gagarin über seinen Weltraumflug. Auch Diskussionsabende fanden statt, wie etwa „Ist unsere Generation rentensüchtig?“. Bei Vorträgen mit sehr großem Publikumsinteresse mietete die Urania das Auditorium maximum der Universität Wien als Vortragssaal. Wegen der unbequemen Sitze, der schlechten Lüftung und dem verschmutzten Zustand des Saals wurde das Audimax aber ab 1987 nur mehr selten benutzt.
Ab dem Ende der 1960er-Jahre nahm allerdings das Interesse an Vorträgen spürbar ab. Ebenso traten kaum noch bedeutende Schriftsteller und Schauspieler auf, da diese sich auf das neue Medium Fernsehen verlegten, das weit höhere Honorare zahlte.
Am Weihnachtstag, dem 25. Dezember 1950, fand die erste Vorstellung des Urania-Puppentheaters statt, das von den Volksschullehrern Hans Kraus (1923–1995) und Marianne Kraus († 1999) gegründet worden war, und noch heute besteht. (Hauptartikel: Wiener Urania-Puppentheater)
Die wirtschaftliche Situation der Urania war unerfreulich. Für das Bilanzjahr 1965/66 wurde ein Verlust von 898.000 Schilling ausgewiesen, 1971/72 waren es bereits 2.162.000 Schilling. Ein nicht unbeträchtlicher Teil der Verluste wurde durch das Planetarium verursacht. Die Gemeinde Wien sanierte die Fehlbeträge mehrmals durch großzügige Subventionen.
Im September 1974 erfolgte die Umstellung von Trimester auf Semester, die bis heute beibehalten wird. Seit den 1980er-Jahren bietet die Urania neben den Abendkursen auch Kurse am Vormittag und Nachmittag an. Als Außenstellen fungieren das Gymnasium Radetzkystraße und das Bundesamtsgebäude Radetzkystraße, das Akademische Gymnasium am Beethovenplatz, das Gymnasium Kundmanngasse sowie das Medienzentrum ÖGB in der Rathausstraße. 1982 wurde das Haus der Begegnung Leopoldstadt am Praterstern als Zweigstelle eröffnet. Die jährliche Besucherzahl der Urania lag in den 1990er-Jahren zwischen 23.000 und 24.500.
1983–1984 wurde im Einvernehmen mit dem Bundesdenkmalamt die Fassade der Urania unter der Leitung des Architekten Peter Pelikan restauriert und in den Zustand vor dem Zweiten Weltkrieg zurückversetzt. Die Kosten betrugen 2,36 Millionen Schilling, von denen 1,25 Millionen von der Stadt Wien und eine Million vom Verband Wiener Volksbildung bereitgestellt wurde. Auf Initiative von Bürgermeister Helmut Zilk wurden Scheinwerfer installiert; die Urania wird seit Herbst 1992 nachts beleuchtet, ausgenommen während der Führungen auf der Sternwarte.
Im November 1998 startete das Projekt University Meets Public, bei dem Professoren der Universität Wien Vorträge in Volkshochschulen halten. Ziel dieser Initiative ist es, aktuelle wissenschaftliche Ergebnisse sowie Trends und Perspektiven in der Forschung einer breiten Öffentlichkeit zugänglich zu machen. Das Projekt wurde ab 2014 unter dem Namen „Science“ unter der Leitung von Werner Gruber weitergeführt und verzeichnet mittlerweile über 10.000 Besucher pro Jahr.
Ab dem 21. Juni 2000 wurde das Gebäude unter Leitung des Architekten Dimitris Manikas generalsaniert und mit modernster Technik ausgestattet. Ziel war …
- die Rekonstruktion und Freilegung des Kerngebäudes von Max Fabiani und die Entfernung der in der Nachkriegszeit und den 1960er-Jahren entstandenen Umbauten,
- die Umgestaltung des Vorbaus als Leichtbaukonstruktion aus Glas und Stahl,
- die Einrichtung eines verglasten Cafés mit Ausblick auf den Donaukanal und Sommerterrasse, die schon 1911 von Max Fabiani vorgesehen war aber dann nicht ausgeführt wurde,
- der Ausbau des Daches mit einem trennbaren, multifunktionalen Mehrzweckraum.

Einige der in der Zwischenkriegszeit abmontierten Zierelemente am Dach der Urania wurden bei dieser Gelegenheit wiederhergestellt respektive in neuer Interpretation gestaltet: Die Obelisken erscheinen in nahezu originaler Ausführung, wohingegen sich an der Stelle des ursprünglich vergoldeten Globus nun eine weiße Leuchtkugel auf quadratischem Unterbau befindet.
Am 7. Mai 2003 wurde das Urania-Kino neu eröffnet, und im Sommer 2003 das neue Urania-Café in Betrieb genommen. Die feierliche Eröffnung des renovierten Gebäudes fand am 29. September 2003 statt. Die Kosten von 13 Millionen Euro trug die Stadt Wien.
In der Urania befindet sich seit 2019 ein Gedenkraum für den Kindertransport, der von der niederländischen Widerstandskämpferin und humanitären Helferin Geertruida Wijsmuller-Meijer organisiert wurde. Von Dezember 1938 bis zum Kriegsausbruch 1939 gelang es ihr, nach direkten Verhandlungen in Wien mit Adolf Eichmann insgesamt 10.000 jüdische Kinder nach England in Sicherheit zu bringen.

## Sternwarte

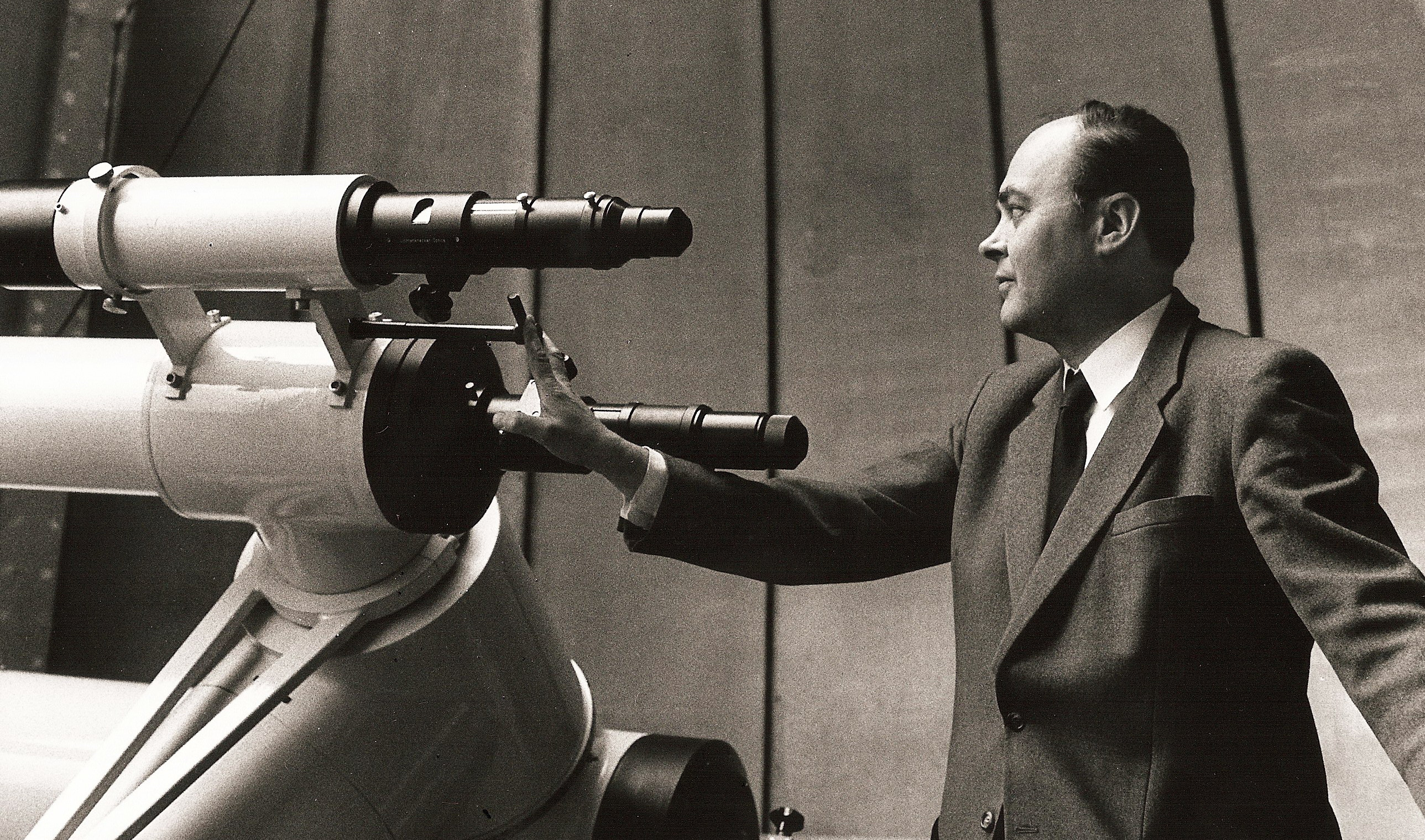
Hermann Mucke, von 1971 bis 2000 Leiter der Urania-Sternwarte, an dem von ihm konzipierten Doppelfernrohr

Die Wiener Urania Sternwarte wurde als Volkssternwarte gemeinsam mit dem Volksbildungsinstitut Urania in den Jahren 1909 bis 1910 erbaut und ist damit die älteste Volkssternwarte Österreichs. Der 36 Meter hohe Sternwarteturm dominiert das Erscheinungsbild der Urania. Unter der drehbaren Kuppel befindet sich in 27 Meter Höhe eine zwölfseitige „Laterne“, die eine Aussicht über die Stadt Wien ermöglicht.
Die Sternwarte wurde drei Wochen vor der offiziellen Eröffnung der Urania am 20. Mai 1910 in Betrieb genommen. Diese Eile war erforderlich, um den Vorbeiflug des Halleyschen Kometen beobachten zu können, der zu dieser Zeit seine größte Helligkeit erreichte. Das Hauptinstrument der Sternwarte war ein Refraktor von Carl Zeiss mit 20 cm Öffnung und 307,7 cm Brennweite. Zusammen mit der parallaktischen Montierung hatte das Instrument eine Masse von 5,3 Tonnen. Vor allem für die Volksbildung gab es drei weitere Teleskope („Kometensucher“) mit 8,6 und 6 cm Öffnung sowie ein Aussichtsfernrohr von 11 cm Öffnung. Für wissenschaftliche Zwecke existierte ein Passageninstrument von 5 cm Öffnung. Da der Besucherandrang sehr groß war, beschaffte die Urania zusätzlich ein Plössl'sches Fernrohr von 13 cm Öffnung, das zuvor der Universitätssternwarte gehört hatte.:56 ff.
Die Leitung der Sternwarte wechselte teils krankheitsbedingt und teils kriegsbedingt in rascher Folge. Erster Leiter war Heinrich Jaschke (1910–1912), gefolgt von Gideon Riegler (1912–1914) und Johann Paul Haustein (1914–1915). Erst Oswald Thomas (1915–1922) war es vergönnt, die Urania-Sternwarte über einen längeren Zeitraum zu leiten; er bemühte sich erfolgreich um die Popularisierung der Himmelskunde.
Im November 1944 wurden die Sternwarte und der in ihr befindliche Zeiss-Refraktor fast vollständig zerstört. 1956 wurden von der Stadt Wien die zwölffenstrige Laterne und die Kuppel neu errichtet. Für die Kuppel der Urania wurde – erstmals in Europa – Aluminium verwendet. Als Fernrohr wurde ein Cassegrain-Spiegelteleskop mit 26 cm Öffnung und 528 cm Brennweite beschafft. Am 27. März 1956 wurde die Sternwarte unter Führung der Astronomin Maria Wähnl feierlich neu eröffnet.

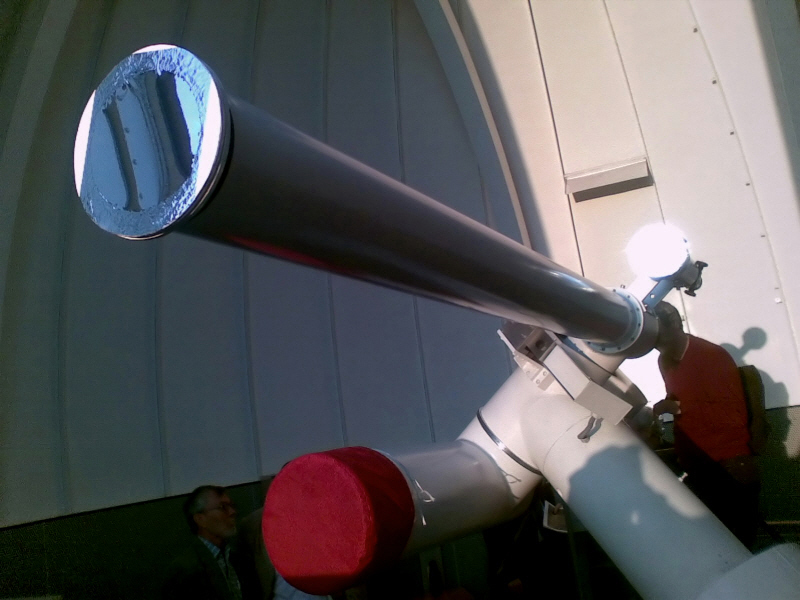
Das Doppelfernrohr der Urania

Im Jahr 1971 übernahm der bisherige Leiter des Planetariums, Hermann Mucke, auch die Leitung der Urania-Sternwarte. 1980 wurde von ihm ein speziell für astronomische Bildungsaufgaben konzipiertes Doppelfernrohr in der Hauptkuppel in Betrieb genommen. Es besteht aus einem Refraktor mit 15 cm Öffnung und 3000 mm Brennweite sowie einem Cassegrain-Reflektor mit einem Hauptspiegel von 30 cm Durchmesser und 5350 mm Brennweite, die von einer gemeinsamen Montierung getragen werden. Das Teleskop war von Rudolf Pressberger, damals Technischer Leiter des Leopold-Figl-Observatoriums am Schöpfl, gebaut worden. Es wiegt rund zwei Tonnen und hatte ca. 400.000 Schilling gekostet. Die erste Führung fand am 1. Februar 1980 statt.
Im Zuge der Generalrenovierung der Wiener Urania von 2000 bis 2003 wurde auch die Sternwarte baulich vollständig erneuert. Anstelle des alten Meridianhauses wurde zusätzlich eine neue Kuppel errichtet. Schließlich konnte sie den Betrieb im Jahr 2005 mit einem umfangreichen Programmangebot, zahlreichen astronomischen Vorträgen, Sonnenbeobachtungen und aktuellen Sonderveranstaltungen wieder aufnehmen.

### Zeitmessung

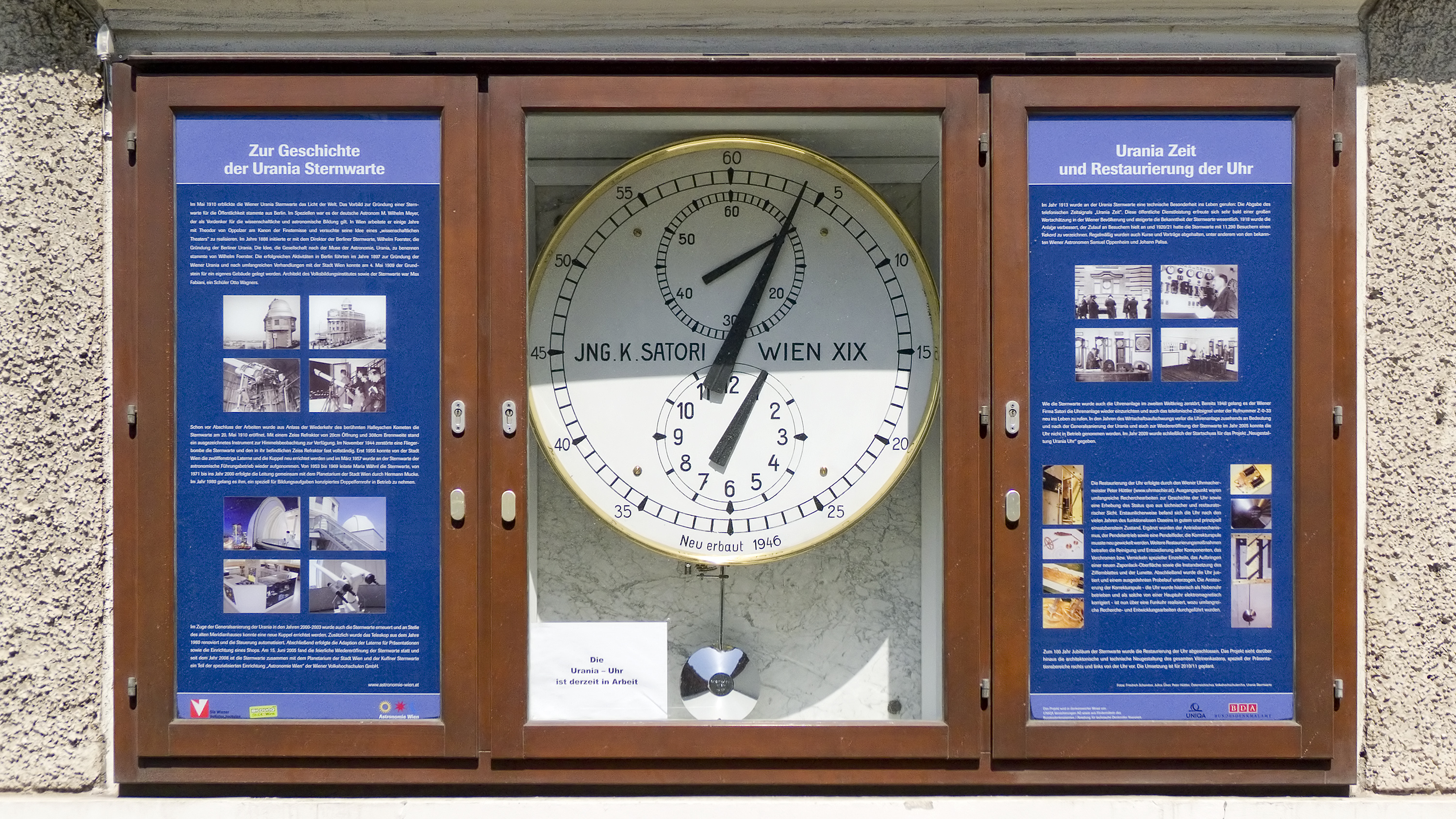
Die Urania-Uhr an der Südwand des Gebäudes

Am 1. Oktober 1891 führten die k.k. Staatsbahnen die mitteleuropäische Zeit (MEZ) ein. Die korrekte Uhrzeit wurde von der Wiener Universitätssternwarte telegrafisch an die Bahnhöfe signalisiert. Die allgemeine Öffentlichkeit orientierte sich weiterhin an den Kirchturmuhren. Am 1. Mai 1910 wurde für Wien die MEZ als offizielle Uhrzeit eingeführt. Im gleichen Jahr übernahm die Sternwarte der Wiener Urania die selbstgestellte Aufgabe, für die Zeitbestimmung, Zeitbewahrung und Zeitverteilung in Wien zu sorgen.
Für die Zeitbestimmung wurde ein sehr präzises Passageninstrument installiert, das den Meridiandurchgang von Fixsternen auf Bruchteile von Sekunden genau registrierte und dadurch die aktuelle Sternzeit ermittelte. Diese konnte dann in die Zonenzeit MEZ umgerechnet werden. Die Messungen erfolgten etwa alle fünf bis sechs Nächte.
Für die Zeitbewahrung zwischen den Messungen war in der Urania eine eigene Uhrenanlage zuständig, die sich im „Physiksaal“ im dritten Stock befand. Herzstück war die „Hauptuhr“, eine Präzisionspendeluhr, deren temperaturkompensiertes Pendel in einem Glaszylinder im Vakuum schwang. Gebaut wurde sie von Alois Irk in Karlstein an der Thaya, ab dem 18. Jahrhundert ein Zentrum der Uhrenindustrie (siehe Horologenland). Die Impulse der Uhr wurden berührungsfrei elektromechanisch abgenommen und steuerten sowohl mehrere Nebenuhren im Gebäude als auch die öffentliche Uhr an der Außenwand des Gebäudes. Die Außenuhr wurde 1923 durch die Firma Satori mit einem Pendel aus Quarz verbessert. Durch Verhandlungen mit dem Magistrat wurde erreicht, dass die Uhr nachts auf Kosten der Gemeinde Wien beleuchtet wurde.
Die Verteilung der Uhrzeit erfolgte anfangs nur mittels der erwähnten Uhr an der Südwand der Urania. 1911 wurde eine von Leopold Ulrich gebaute Signalkanone installiert. Gesteuert von der Hauptuhr gab die Kanone täglich um exakt 12 Uhr einen Schuss ab, nach dem die Wiener ihre Uhren stellen konnten. Ab 1913 wurde die Uhrzeit auch per Telefon als „Urania-Zeit“ verteilt, wobei die Zeit durch Sekundenimpulse und Signaltöne angegeben wurde. Diese Dienstleistung stand anfangs nur Abonnenten für eine jährliche Gebühr von 4 Kronen zur Verfügung; ab 1917 war das Abrufen der „Urania-Zeit“ im Wiener Ortsnetz kostenlos.:58 ff. 1928 wurde der Kanonenschuss eingestellt und stattdessen ein Zeitball installiert, der um 12 Uhr an einem Mast herunterfiel.
Die öffentliche Urania-Uhr wurde im November 1944 zerstört. Bereits 1946 wurde durch die Firma Satori eine neue Uhr gebaut, die sich heute noch am Gebäude befindet. Auch der telefonische Zeitdienst konnte 1946 unter der Rufnummer Z-0-33 wieder in Betrieb gehen. Da die Hauptuhr zerstört war und nicht wieder aufgebaut wurde, verwendete der Zeitdienst die Funksignale des englischen Langwellensenders Rugby für die Zeitbestimmung; nach dieser Uhrzeit richteten sich dann alle Dienstuhren in Österreich.
Infolge der Konkurrenz durch die Zeitsignale von Radio und Fernsehen wurde der Zeitdienst der Urania im Jahr 1952 eingestellt; die amtliche Uhrzeit wird seither in Österreich vom Bundesamt für Eich- und Vermessungswesen bereitgestellt. Die Urania-Uhr verfiel, wurde aber 2009–2010 wieder restauriert. Sie empfängt seit 1983 ihre Zeitsignale als Funkuhr.
Im Jahr 2000 trat Hermann Mucke in den Ruhestand. Urania-Sternwarte und Planetarium wurden in der Folge vom langjährigen Leiter der Kuffner-Sternwarte, dem Astronomen und Physiker Peter Habison, geleitet. Mit Februar 2013 hat der Physiker Werner Gruber die Leitung der astronomischen Bildungseinrichtung der Stadt Wien (Wiener Sternwarten) übernommen.

## Urania-Kino

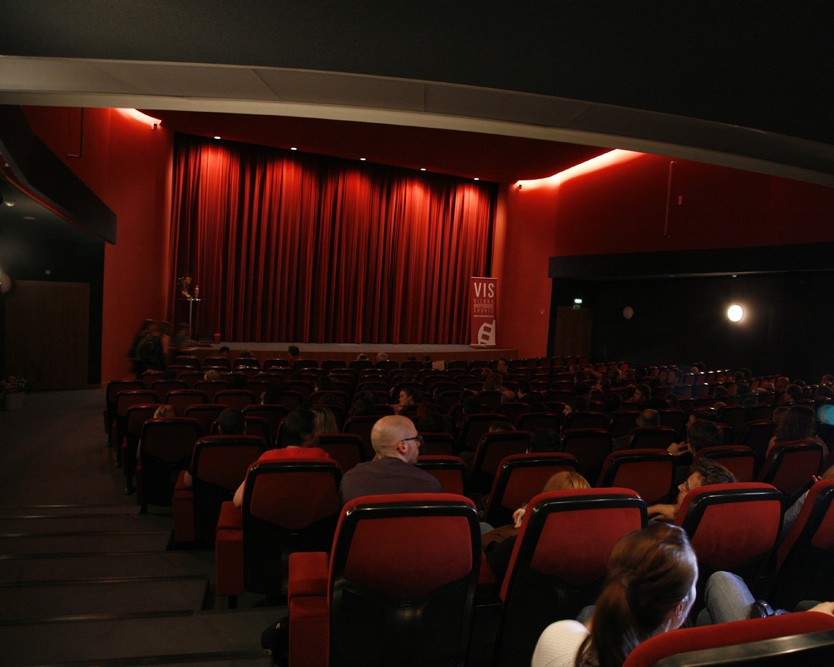
Kinosaal bei Vienna Independent Shorts 2009

Bereits 1898 wurden in der Urania Filme für Bildungs- und Kulturzwecke vorgeführt. Seit Eröffnung des Urania-Gebäudes wurden im Großen Vortragssaal täglich Filme („Kinematogramme“) vorgeführt. Am 4, Februar 1921 zeigte die Urania erstmals einen abendfüllenden Dokumentarfilm („Kulturfilm“), als Gegensatz zu den bis dahin ausschließlich üblichen unterhaltsamen Filmen. Das Publikumsinteresse war enorm und wurde vom nächsten Film übertroffen: Für den Film Sir Ernest Shackletons Südpolexpedition war es der Urania gelungen, die originalen Filmaufnahmen der Shackleton-Expedition zu erwerben. Der Film wurde dreieinhalb Monate lang im ausverkauften Großen Saal vorgeführt.:103 ff.
Bald galt die Urania als führende Einrichtung Mitteleuropas im Bereich des Kulturfilms und als „Musterlichtspielbühne Österreichs“, die sich als Alternative zum „Schund und Kitsch“ des kommerziellen Films verstand. 1921 ließ sie sich den Namen „Urania“ und die Bildmarke „Uraniafilm“ gesetzlich schützen. Im Jahr 1923/24 gab es 540 Filmvorführungen mit 192.464 Besuchern.
Im Jahr 1927 verfügte die Urania über ein Archiv an Lehr- und Kulturfilmen im Ausmaß von 350.000 Metern. Die Urania war schließlich auch Vorbild für die Gründung des „Rings Deutscher Kulturfilmbühnen“.
Am 8. Juni 1928 erlebte die Urania eine Premiere, als erstmals in Österreich ein Tonfilm gezeigt wurde; die Technik basierte auf dem Lichttonverfahren der Firma Tri-Ergon. Waren die ersten Tonfilme noch Kurzfilme, wurde im September 1928 mit dem Film Stätten deutscher Arbeit und Kultur der erste abendfüllende Tonfilm vorgeführt. Als Vorfilm wurde der Kurzfilm Hans Moser als Wiener Dienstmann gezeigt, der mit seiner „Kofferszene“ sofort populär wurde.
Erst ein Jahr später stellten auch die kommerziellen Kinos in Wien auf Tonfilm um. Das Urania-Kino installierte 1929 einen besseren Projektor („Klangfilmapparat“) der Firma Tobis. Ab 1930 zeigte die Urania als Neuheit die Tonfilm-Wochenschau, bei der Neuigkeiten aus aller Welt geboten wurden. Das Filmmaterial stammte von den US-amerikanischen Produzenten Fox, Metro und Paramount, von der deutschen UFA sowie vom französischen Gaumont-Journal. Nach einiger Zeit wurden diese Wochenschauen als Vorfilm unverzichtbar für jedes Kinoerlebnis.
Als im Zug der Weltwirtschaftskrise und der Massenarbeitslosigkeit die Teilnehmerzahl der Urania sank, war das Kino die wichtigste Einnahmequelle für die Urania. Im Zuge der Renovierung des Gebäudes 1935 wurden zwei neuen Filmprojektoren installiert. Mit dieser technischen Ausstattung und mit ihrem Filmangebot nahm die Urania bis 1938 europaweit eine Monopolstellung im Bereich des Kulturfilms ein.

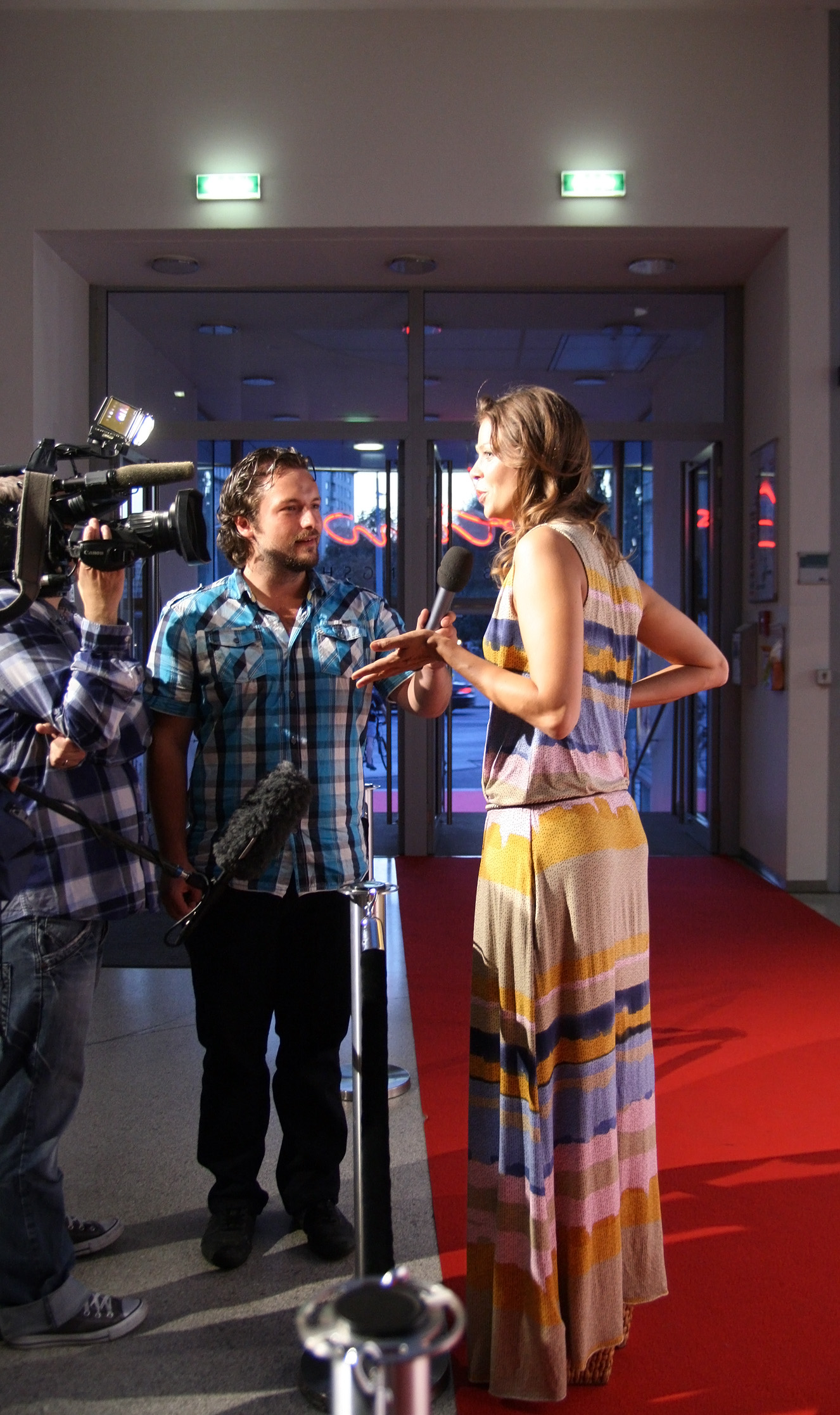
Filmpremiere Heiter bis wolkig im Urania-Kino mit Jessica Schwarz, 2012

Auch nach dem Krieg florierte das Urania-Kino. Gezeigt wurden wie bisher Dokumentarfilme, wobei sich die Filme von Bernhard Grzimek, Hans Hass und Thor Heyerdahl besonderer Beliebtheit erfreuten. Da in der Nachkriegszeit allerdings nur relativ wenige Dokumentarfilme produziert wurden, zeigte die Urania auch normale Spielfilme, sofern sie von sehr guter Qualität waren. Programmdirektorin war in dieser Zeit Hilde Hannak; nach ihrem Tod 1979 wurde im Jahr 2004 die Hilde-Hannak-Gasse im 22. Bezirk, Donaustadt, nach ihr benannt.
Im Jahr 1955 war die Urania Mitbegründerin des Österreichischen Filmarchivs in Laxenburg. 1983 ließ die Urania ihre eigene Kulturfilmstelle auf und schenkte ihre Filme dem Filmarchiv.
1960 wurde durch Architekt Otto Niedermoser der Mittlere Saal generalsaniert und 1961 der Große Saal, in den auch eine CinemaScope-Projektionswand installiert wurde.
Lange vor dem Entstehen der Kino-Center war die Urania das einzige Lichtspieltheater in Wien, das über mehr als einen Kinosaal verfügte. In den Jahren 1963 bis 1970 war die Urania der Veranstaltungsort für die alljährliche Viennale.
Infolge der Konkurrenz durch das Fernsehen ging der Kinobesuch stark zurück. Wurden in den Wiener Kinos 1956 noch 47,5 Millionen Karten verkauft, waren es 1975 nur noch 7,2 Millionen. 1983 wurde das Urania-Kino an die Jupiter & Concorde Kinobetriebsgesellschaft (später Lichtspieltheater Betriebsgesellschaft) verpachtet; der Vertrag ist noch heute gültig. Der Große Saal erhielt in der Folge neue, bequemere Sitze, wobei sich die Kapazität von 587 auf 387 Plätze verringerte. Der Pächter ist verpflichtet, auch weiterhin ausschließlich qualitätsvolle Filme ins Programm zu nehmen.

## Aktuelle Bildungsangebote
Das zwischen 2000 und 2003 generalsanierte Urania-Gebäude wird von der Wiener VHS GesmbH im Auftrag der Stadt Wien betrieben. In der Volkshochschule Wiener Urania befinden sich neben zahlreichen Kurs- und Vortragsräumen auch Veranstaltungssäle sowie eine Sternwarte. Das Kino, die Puppenbühne und das Restaurant sind verpachtet. 
Mit der Übernahme der Direktion durch Doris Zametzer 2019 wurde die Urania zum „Haus der Frauen“. Gesellschaftspolitisch relevante Frauenthemen rückten ins Zentrum des Programmangebots. Ebenso wurden die geisteswissenschaftlichen Vorträge auf- und ausgebaut.
Im Jahr 2023 wurden etwa 1.100 Kurse und Seminare durchgeführt und etwa 300 Vorträge abgehalten. Die „Nordiale“, das Frauenfilmfestival „women on top“, und zahlreiche Diskussionsveranstaltungen ergänzen das Angebot. Die angebotenen Fachbereiche sind: Politik, Gesellschaft und Kultur / Sprachen / Gesundheit und Bewegung (Kochkurse inklusive) / Kunst, Kreativität und Handwerk.